# Varaždin (ancien comitat)
Varaždin (en hongrois : Varasd ; en allemand : Warasdin) est un ancien comitat du royaume de Croatie-Slavonie associé au royaume de Hongrie. Son siège était Varaždin.